# SM-65 Atlas

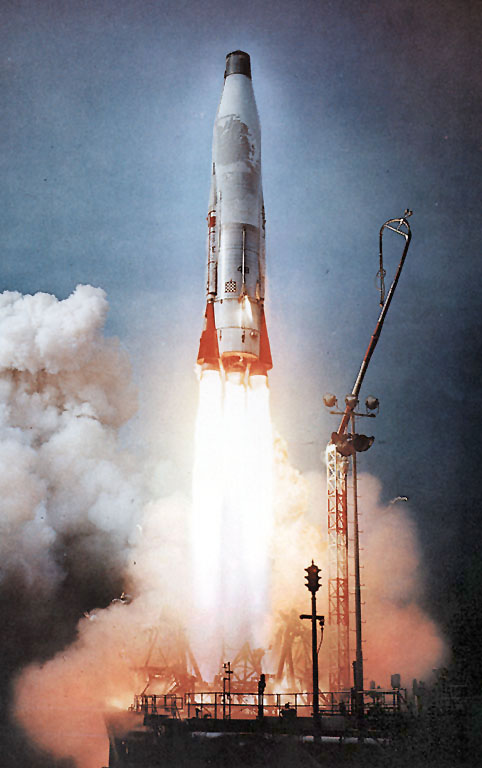
SM-65 Atlas-B

SM-65 Atlas (další označení B-65/CGM-16/HGM-16 Atlas) byla první americká mezikontinentální balistická střela. Byla vyvíjena v 50. letech 20. století společností Convair a poté General Dynamics. Její vojenská kariéra byla relativně krátká, od roku 1959 do 1966. Použité technologie a konstrukční principy byly však na takové úrovni, že daly vzniknout celé rodině kosmických nosných raket Atlas, které jsou stále ve službě, aktuálně (srpen 2017) verze Atlas V. Raketa dokázala dopravit až čtyři termonukleární hlavice W-38 na vzdálenost až 18 500 kilometrů. Po vyřazení byla většina raket modifikována na nosné rakety a sloužily až do roku 1995.

## Historie

### Vývoj

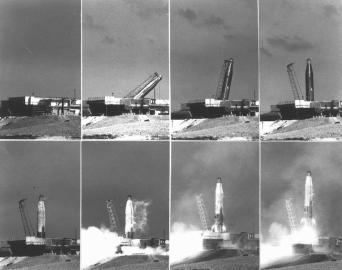
Postup před odpálením

První náznaky vývoje se objevují již v prvních poválečných letech, kdy byla vývojem pověřena společnost Convair. Naplno se projekt rozběhl až se začátkem studené války, období nejintenzivnějších prací pak bylo na konci 50. let, kdy na projektu pracovalo až 33 000 lidí.

### Vojenská kariéra
První rakety Atlas D byly umístěny v nezpevněných odpalovacích areálech. Každý z nich se skládal ze zpevněného řídícího a odpalovacího centra, třech odpalovacích ramp a komunikačních stanic. Pozdější verze byly skladovány v polozpevněných „zákopech“, odolných proti tlakové vlně po jaderném výbuchu. Rakety byly uloženy ve vodorovné poloze s prázdnými nádržemi a před odpálením musely být zvednuty do svislé polohy a napuštěny palivem, tento proces trval přibližně 15 minut, což bylo na tehdejší dobu velmi rychlé. Poslední verze Atlas F již byly umístěny v podzemních silech, které jsou dnes (spolu s atomovými ponorkami) hlavní platformou pro případný atomový útok/obranu. Zajímavostí je, že raketa musela být před odpálením vyzvednuta na povrch. Sila bývala umístěna ve skupinách po dvanácti, většinou na středozápadě USA. Jedinou výjimkou byla letecká základna Plattsburg ve státě New York, která byla dostatečně blízko pro zasažení cílů na Ukrajině a jihu SSSR. V polovině 60. let bylo rozhodnuto o nahrazení Atlasu (a jeho „většího bratra“ Titanu) novou raketou LGM-30 Minuteman na pevné pohonné látky, která mohla být skladována po dlouhou dobu bez nutnosti tankování paliva před odpálením.

### Nosná raketa
Atlas nebyl nikdy použit v boji, ale jako kosmický nosič sloužil mnoho let a díky použití silných horních stupňů Centaur a Agena dokázal dopravit velké náklady na oběžnou dráhu Země i k vzdáleným planetám. Vyřazené střely Atlas D, Atlas E a Atlas F byly používány jako první stupně nosných raket až do roku 1995.

## Popis

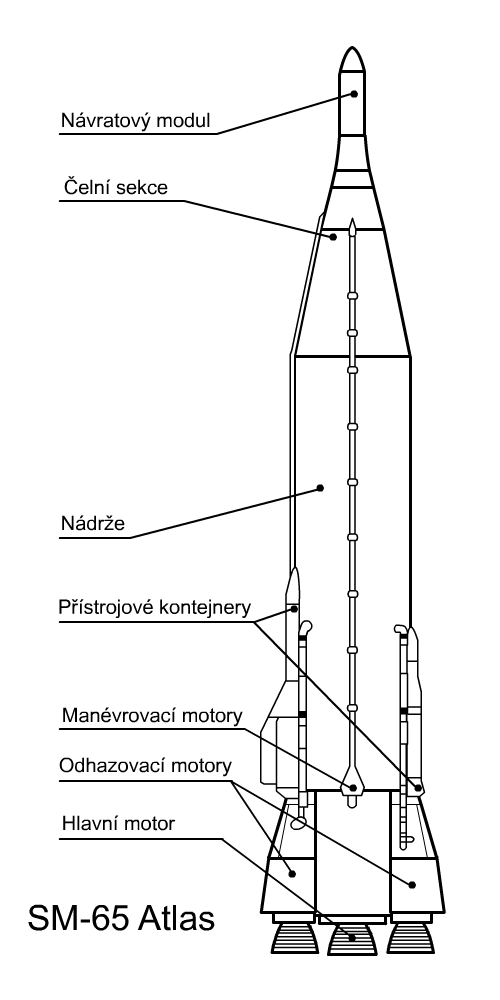
Schéma SM-65 Atlas D

Atlas používal několik unikátních technických řešení, které ve své době neměly obdoby. Předně to byl jedenapůlstupňový koncept a balonové nádrže. Palivo bylo v kapalném skupenství a jednalo se kyslík a vysoce rafinovaný petrolej RP-1. Naváděcí systém byl inerciální a byl umístěn ve výběžku na boku rakety. Verze Atlas E dosahovala přesnosti až 600 m.

### Jeden a půl stupně
Klasický systém vícestupňových raket spočívá v postupném dohoření a odhození celých stupňů s motory, nádržemi a celou podpůrnou konstrukcí. V případě Atlasu se však objevilo několik závažných problémů. Hlavní problém byl nedokonalý systém zážehu, který sice občas selhával při zažehnutí za letu v malých výškách, ale s rostoucí výškou se problém dále zhoršoval a ve vesmíru by jej nebylo možné zažehnout vůbec. Z toho důvodu bylo rozhodnuto, že všechny tři motory budou zažehnuty na zemi před startem a dva postranní se po čase oddělí pro uspoření hmotnosti, zatímco prostřední motor bude pokračovat v činnosti ještě několik minut. Dva motory odhazovacího půl-stupně byly Rocketdyne LR-89 a hlavní motor byl LR-105. Tato koncepce byla umožněna jen díky použití lehkých balonových nádrží.

### Balonové nádrže
Klasické nádrže jako například externí nádrž raketoplánu Space Shuttle, mají vnitřní nosnou konstrukci, která jim dává pevnost a drží jejich tvar. Balonové nádrže naproti tomu žádnou konstrukci nemají. Jsou vyrobeny z tenkého nerezového plechu a pevnost a tvar jsou dosaženy pomocí přetlaku uvnitř nádrže, nádrž tak připomíná balón. Pro udržení přetlaku v nádrži byla využita přídavná plynová láhev s dusíkem, potřebný přetlak byl přibližně 34 kPa. Tento koncept byl později využit na raketovém stupni Centaur, který slouží dodnes. Nové projektované nosné rakety Falcon 1 a 9, ačkoli budou mít vnitřní nosnou konstrukci, mají mít nádrže podobně „vyztužené“ vnitřním přetlakem, což jim poskytne vyšší pevnost a uspoří hmotnost.

### Palivový systém

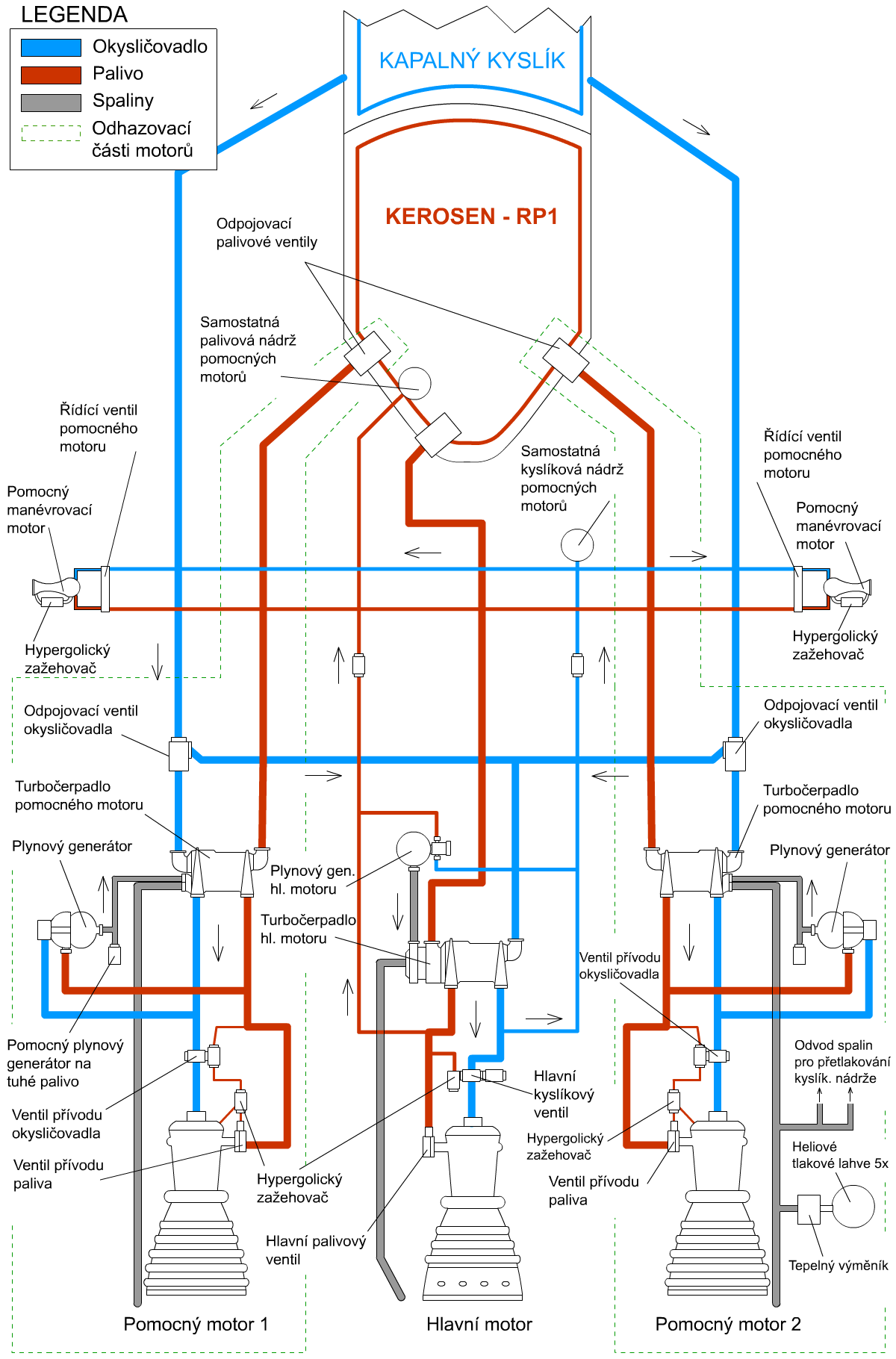
Palivový systém SM-65 Atlas

Balonové nádrže a jedenapůlstupňový koncept sice snižovaly hmotnost, ale na druhou stranu způsobily relativně složitější systém dopravy paliva. Celá soustava se skládala z několika okruhů. První okruh zásoboval hlavní motor LR-105, vedení paliva (RP-1) i kapalného kyslíku bylo nezávisle připojeno k hlavním nádržím. Turbočerpadlo hlavního motoru bylo poháněno spalinami z plynového generátoru. Plynový generátor spaloval palivo a okysličovadlo, které byly odváděny přes ventil na vedení od turbočerpadla do motoru. Prvotní roztočení turbočerpadla bylo zajištěno pomocným plynovým generátorem na tuhé palivo, poté již systém pracoval automaticky. Vedení paliva a okysličovadla se před vstupem do plynového generátoru dále větvilo a část byla odvedena přes zpětné ventily do samostatných nádrží pro pomocné manévrovací motory. Před vstřikem paliva do spalovací komory hlavního byla část paliva odvedena do kyslíkového vedení a pak byla vzniklá směs odvedena do hypergolického (samovznítitelný) zažehovače, kde byla směs zažehnuta a vstříknuta do motoru. Obdobný systém používaly i pomocné manévrovací motory.
Další okruh zahrnoval dva odhazovací pomocné motory LR-89, systém jejich chodu byl shodný s hlavním motorem. Systém byl již nebyl napojen na palivový okruh pomocných manévrovacích motorů a turbočerpadla byla jednodušší. Napojení na hlavní nádrže bylo řešeno přes odpojovací ventily, které před odhozením motorů uzavřely přívod paliva i okysličovadla. Palivové ventily byly umístěny přímo na palivové nádrži a kyslíkové byly napojeny na hlavní svod okysličovadla z horní kyslíkové nádrže. Výstupní plyny z turbočerpadel byly dále použity. Část byla odvedena zpět do kyslíkové nádrže, jako kompenzace za objem spáleného kyslíku a také pro udržení přetlaku balonových nádrží, viz výše. Zbytek spalin před vypuštěním do atmosféry procházel ještě tepelným výměníkem, kde předával teplo proudícímu héliu a dusíku a zvyšoval tím jejich tlak. Helium bylo používáno pro tlakování nádrží manévrovacích motorů a pohon pneumatických řídících okruhů. Dusík byl využíván pro kompenzaci objemu spáleného paliva a kyslíku a pro udržení stálého přetlaku v nádržích.

### Parametry
- délka – 22,5 m s návratovým modulem Mk.2
- průměr – 3,05 m
- vzletová hmotnost − 116 000 kg Atlas D, 118 000 kg Atlas E/F
- dolet – 16 670 km Atlas D, 18 500 km Atlas E/F
- pohon – 2× LR-89 a 1× LR-105